# Christine Dale
Christine Dale es un personaje ficticio que aparece en la serie británica Spooks. Dale es interpretada por la actriz Megan Dodds, y ha aparecido desde el primer episodio de la primera temporada hasta el segundo episodio de la tercera cuando decide dejar su trabajo al no soportar las amenazas de Oliver Mace.

## Biografía
Christine es una agente de la CIA, que sirve de enlace entre este y el MI5 en Gran Bretaña. Es una agente dedicada, eficiente y leal a su país y a su trabajo y no le importa pisotear y pasar por encima de algunos con tal de que su trabajo se haga.

## Segunda temporada
Durante la segunda temporada Christine ayuda a Tom a mantener a su exnovia la doctora Vicki Westbrook alejado de él y con la boca cerrada; ya que después de causarle muchos problemas a este decide dar por terminada la relación, lo cual amarga a Vicki quien decide vengarse, divulgando su verdadera identidad y profesión poniendo en riesgo la vida de él y la de todo el equipo.
En el final de la segunda temporada Herman Joyce busca vengarse de Tom luego de que este le rompiera el corazón a su hija la cual terminaría por suicidarse. Tom debe de huir para salvarse de ser encarcelado y esto hace que Christine quede derrumbada; durante el inicio de la tercera temporada, Tom Quinn sigue desaparecido tras haberle disparado a Harry Pearce; sin embargo regresa para demostrar su inocencia.

## Tercera temporada
Durante la tercera temporada Harry trae a la Sección D, al agente del MI6, Adam Carter para que los ayude a demostrar su inocencia. Oliver Mace va a casa de Christine para sacarle la verdad acerca del paradero de Tom aunque ella dice que no sabe dónde está, él la golpea. Christine inicia una relación con el agente Tom Quinn.
Sin embargo su relación con Tim acaba cuando descubre que Christine es una doble agente que ha estado vigilándolo bajo las órdenes de Oliver. Al no poder soportar más la presión de Oliver Christine decide dejar su trabajo en la CIA y renuncia en el primer episodio de la tercera temporada.
Finalmente y con la ayuda de Adam, el equipo logra demostrarla la inocencia de Tom y más tarde este junto a Adam se reúnen con Christine para hacerle saber que saben la verdad acerca de ella y su alianza con Oliver; sin embargo en ese momento Christine les dice que ya no trabaja para ni para la CIA ni para Oliver.